# Periclimenes harringtoni
Periclimenes harringtoni is een garnalensoort uit de familie van de Palaemonidae. De wetenschappelijke naam van de soort is voor het eerst geldig gepubliceerd in 1949 door Lebour.